# Конторина, Маргарита Васильевна
Маргарита Васильевна Конторина (13 января 1942, Ленинград — 11 февраля 2017, Мурманск) — советская и российская театральная актриса. Заслуженная артистка РСФСР (1989). Народная артистка Российской Федерации (2001).

## Биография
Родилась в блокадном Ленинграде. В 1963 году окончила драматическую студию при Ленинградском ТЮЗе по специальности «артист драмы» (класс профессора Леонида Макарьева), где вместе с ней учились Ольга Волкова, Антонина Шуранова, Николай Иванов, Георгий Тараторкин.
В 1963—1965 годах играла на сцене вновь открывшегося Воронежского ТЮЗа. После возвращения в Ленинград в 1965 году снималась в эпизодических ролях на «Ленфильме». В 1967—1969 годах работала в Драматическом театре Балтийского флота в Лиепая (сейчас в Кронштадте), затем была артисткой Ленконцерта.
С 1975 года до конца жизни была ведущей актрисой Драматического театра Северного флота.
Похоронена на Южном кладбище Санкт-Петербурга  .

## Награды и звания
- Заслуженная артистка РСФСР (19.05.1989).
- Народная артистка Российской Федерации (2001).
- Премии Администрации Мурманской области (1994, 2002).

## Работы в театре
- «Лес» А. Островского — Гурмыжская
- «Каменное гнездо» Хеллы Вуолийоки — хозяйка Нискавуори
- «Госпожа министерша» Б. Нушича — Живка
- «Новоселье в старом доме» А. Кравцова — Дарья Власьевна
- «Шутки в глухомани» — тётя Паша
- «Полицейская комедия» Р. Ламуре — мадам де Синь
- «Семейный портрет с посторонним» С. Лобозёрова — бабка
- «Петербургские обстоятельства» по мотивам повести Н. Лескова «Воительница» — Домна Платоновна
- «Как бы нам пришить старушку» по мотивам пьесы Джона Патрика «Дорогая Памела» — Памела
- «По соседству мы живём» С. Лобозерова — Феня
- «Прибайкальская кадриль» В. Гуркина — Лида
- «Куст рябины» С. Алешина (реж. Шойхет) — Валя
- «Счастливый случай» Н. Птушкиной
- «А вдруг это любовь?» («Валентин и Валентина») Михаила Рощина (2005, реж. Ю. Фекета)
- «Деревенские страсти» Степана Лобозерова (2009)
- «Гроза» А. Н. Островского (реж. Ю. Сергиенко)
- «Мачеха» Оноре де Бальзак

## Фильмография
- 2005 — Первый после Бога — эпизод[3]